# Estación de Chesterfield

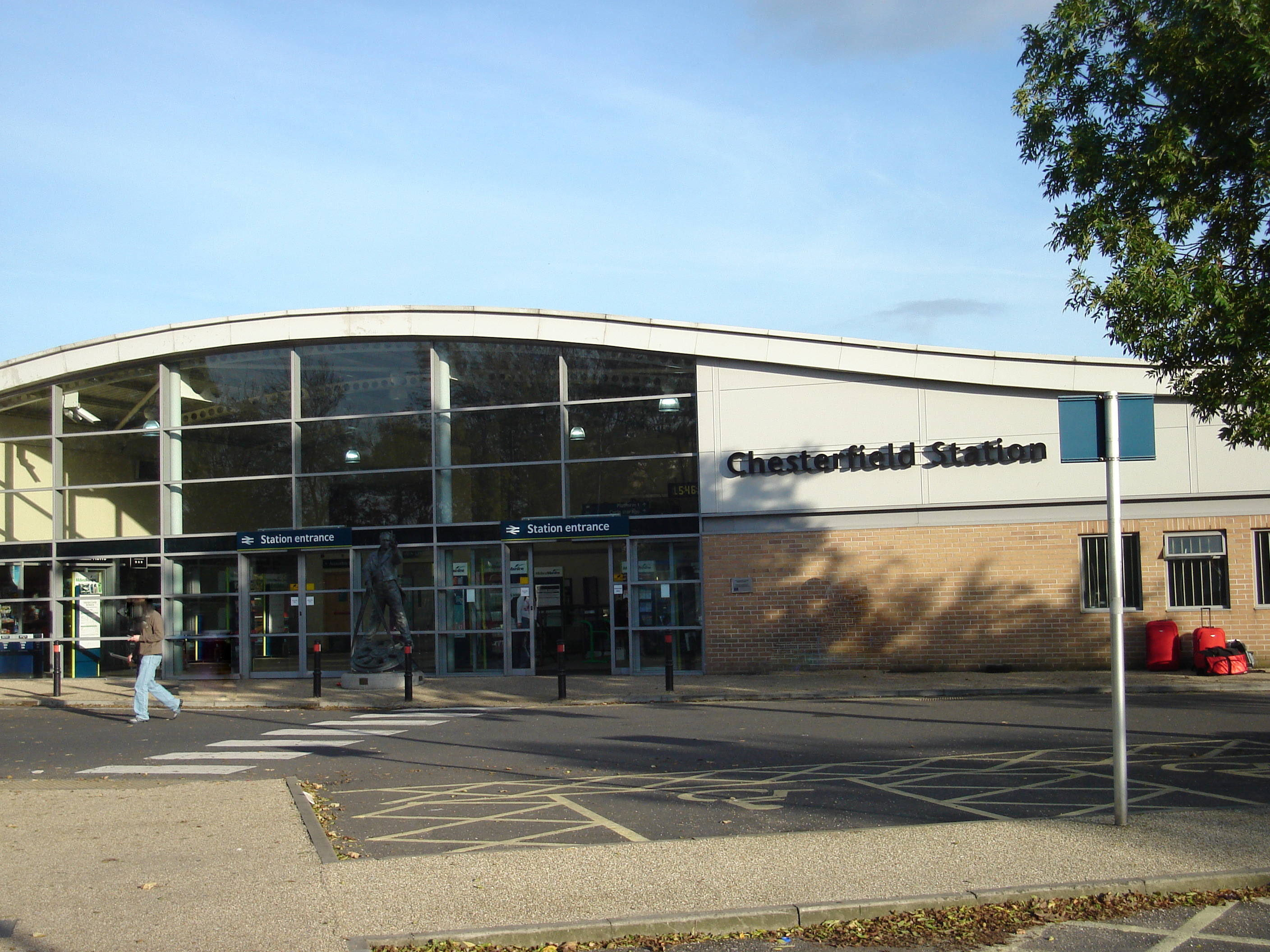
Estación de trenes de Chesterfield

La estación de Chesterfield es una estación ferroviaria, a 20 km (12 millas) al sur de la estación de Sheffield y al este del centro de la ciudad de Chesterfield, Derbyshire, Inglaterra. Tiene cuatro vías, de las cuales dos son vías rápidas para todos los trenes de pasajeros y las otras dos vías son de mercancías, las cuales no tienen estación aquí. La estación tiene el sistema PlusBus.

## Historia
La primera línea de ferrocarril a Chesterfield fue el North Midland Railway de Derby a Leeds en el año 1840. La estación original fue construida en un estilo jacobeano similar al de la estación de Ambergate, pero fue reemplazado en 1870 por una estación nueva más al norte, cuando el Midland Railway construyó el "nuevo camino" para Sheffield.
En 1893, el Manchester, Sheffield and Lincolnshire Railway, después de convertirse en el Gran Ferrocarril Central (Great Central Railway), cruzó bajo la línea del North Midland 800 metros (0,5 millas) al sur en Horns Bridge, a una estación cercana al oeste. En 1897, el Lancashire, Derbyshire and East Coast Railway llegó, con un puente de 700 metros de largo, encima de ambas líneas, con una estación en Market Place.
La estación de ferrocarril Great Central cerró en 1963 y fue demolido en 1973 para proporcionar espacio para la carretera de circunvalación del centro de la ciudad. La línea en la estación de Market Place cerró en 1951 por problemas en el túnel de Bolsover, el edificio de la estación fue demolida en la década de 1970.
- Datos: Q2645921
- Multimedia: Chesterfield railway station / Q2645921